# Fundación Amancio Ortega
La Fundación Amancio Ortega es una organización sin ánimo de lucro creada en 2001 por Amancio Ortega que tiene su sede en la provincia de La Coruña, en Arteijo. Entre sus actividades desarrolla un programa de becas para que 450 alumnos estudien un año en Canadá y Estados Unidos.

## Historia
La Fundación Amancio Ortega se constituyó en el año 2001, por la iniciativa del empresario español Amancio Ortega en Arteijo. La misión definida en sus objetivos generales es promover acciones que faciliten igualdad de oportunidades a los ciudadanos. Para ello, la fundación desarrolla acciones transversales en diferentes ámbitos, compaginando las colaboraciones o donaciones a instituciones sociales de trayectoria reconocida como Cáritas o la sanidad pública española, junto a un programa de becas de estudios que han facilitado estudios en Canadá y Estados Unidos a 500 alumnos en el curso del año 2016.
La visión de la Fundación se estructura en el marco de los objetivos de desarrollo sostenible (ODS) especialmente el los ODS de lucha contra la pobreza y el hambre, los ODS de promoción de la salud, el bienestar, la educación, la innovación y las alianzas entre actores sociales. Así, se expone en sus estatutos como objeto fundacional: "La Fundación Amancio Ortega tiene por objeto la promoción, fomento, desarrollo, ejecución y financiación de actividades que coadyuven a la difusión y extensión de la educación, de la acción social y asistencial, así como de la formación y aprendizaje que contribuyan al avance en los aspectos fundamentales de una sociedad integral". 
El patronato de la fundación, presidido desde su creación en 2001 por Amancio Ortega, lo forman Flora Pérez Marcote, José Arnau Sierra, Marta Ortega Pérez, Pablo Isla Álvarez de Tejera, Roberto Cibeira Moreiras y Antonio Abril Abadín.

## Actividades
Las actividades de la fundación Amancio Ortega se centran en la educación con las ramas extendidas al ámbito del apoyo social. El programa educativo becó anualmente, desde 2015 para que 500 estudiantes realizaran sus estudios de bachillerato en Estados Unidos y Canadá. En marzo del año 2020, debido a la pandemia de COVID-19, los 600 alumnos becados fueron repatriados desde Toronto y Dallas a España. Ante las restricciones a viajar a Norteamérica, los 600 alumnos becados para el curso siguiente, 2020-2021 iniciaron en octubre del 2020 un curso de formación en línea con el Instituto de Tecnología de Massachusetts (MIT).
En 2019 la fundación suscribió un convenio con la Junta de Galicia para financiar la construcción de residencias de personas mayores con el objetivo de ampliar 900 plazas en la comunidad gallega y crear empleo.

## Proyectos en marcha
La Fundación Amancio Ortega tiene en marcha diferentes proyectos en el ámbito social, salud y educativo.
- Programa de acompañamiento y reducción de la soledad no deseada en mayores de 65 años: En abril de 2023, la Fundación Amancio Ortega y Cruz Roja llegaron a un acuerdo para poner en marcha un programa para reducir la soledad no deseada, el aislamiento social y la “brecha digital” que sufren las personas mayores de 65 años.[8]
- Convenio de colaboración con FESBAL para la renovación de su infraestructura de reparto: En abril de 2023, la Fundación Amancio Ortega y la Federación Española de Bancos de Alimentos (FESBAL) llegaron a un acuerdo para consolidar la infraestructura de la entidad social.[9]
- Programa de ayuda a la vivienda en colaboración con Cáritas: En abril de 2023, la Fundación Amancio Ortega y Cáritas llegaron a un acuerdo para mejorar la situación de unas 15.000 personas repartidas por todo el territorio nacional con dificultades de acceso a la vivienda.[9]
- Centros de Atención Integral a Personas Mayores: El 13 de septiembre de 2019, la Fundación Amancio Ortega firmó un convenio con la Junta de Galicia para la puesta en marcha de siete centros residenciales públicos, en las siete principales ciudades gallegas: La Coruña, Ferrol, Lugo, Orense, Pontevedra, Santiago de Compostela y Vigo.[10]
- Centro de atención integral de cuidados paliativos pediátricos: En marzo de 2023, la Fundación Amancio Ortega y la Fundación Porque Viven presentaron el proyecto del primer centro integral de Cuidados Paliativos Pediátricos de España.[11]
- Programa para la implantación de la protonterapia en el sistema público de salud de España: En octubre de 2021, la Fundación Amancio Ortega acordó con el Gobierno de España y varias comunidades autónomas una donación de 280 millones de euros para instalar diez aceleradores de protones en el sistema público de salud.[12]
- Programa de apoyo a la oncología pública: Desde el año 2015, la Fundación Amancio Ortega desarrolla un programa de apoyo a la renovación del equipamiento tecnológico en los hospitales públicos, concretamente en el área de diagnóstico y tratamiento radioterápico del cáncer.[13]
- Programa de Becas: Desde el año 2010, la Fundación Amancio Ortega ofrece becas a estudiantes de centros educativos de toda España para estudiar 1º de Bachillerato en Estados Unidos o en Canadá.[14] En el año 2025 se becaron a 450 personas, 80 de Galicia y 370 del resto de España, haciendo un total de 5.175 becados y becadas desde 2010. La asignación de destino de estas becas es al azar, siendo mitad para Estados Unidos y la otra mitad para Canadá. Estas becas se otorgan en función de notas, renta, nivel de inglés y madurez.
- Máster en Producción Xornalística e Audiovisual: En 2017, en colaboración con la Fundación Santiago Rey-Fernández Latorre y avalada por la Universidad de La Coruña, la Fundación Amancio Ortega puso en marcha el Máster en Producción Xornalística e Audiovisual (MPXA).[15]

## Reconocimientos
- 2017 iniciativa filantrópica en los Premios AEF[16] de la asociación española de fundaciones (AEF)[17]